# Andriska Vilmos
Andriska Vilmos (Budapest, 1936. június 19. – Dunaújváros, 2015. december 23.) labdarúgó, hátvéd, edző, sportvezető.

## Pályafutása
1957-ig az Újpesti Dózsa játékosa volt. Innen a VKSE-be igazolt, ahol 1958 nyaráig játszott. Ezt követően a Dorogi Bányász játékosa lett. 1959–1960-ban a Váci Petőfiben szerepelt. 1960 és 1971 között a Dunaújvárosi Kohász labdarúgója volt. Az élvonalban 1966. március 13-án mutatkozott be és 44 mérkőzésen szerepelt. Visszavonulása után Dunaújvárosban tevékenykedett tovább edzőként. 1974-ig az utánpótlásban trénerkedett, ezt követően az első csapat pályaedzője lett. 1980 novemberében kinevezték vezetőedzőnek. 1981 nyarától ismét az utánpótlásnál dolgozott. 1985-től újra pályadző volt a felnőtt csapatnál. 1992 januárjától vezetőedzőnek nevezték ki. Ezt a posztot 1993 nyaráig töltötte be. Ezután ismét utánpótlás csapatot bíztak rá.

## Sikerei, díjai
- Dunaújvárosért díj (1994)[12]
- Dunaújváros Díszpolgára (2007)